# ليف مورجان
جيونا جين داديو (ولدت في 8 يونيو 1994) هي مصارعة محترفة وعارضة أزياء سابقة أمريكية موقعة حاليا في اتحاد المصارعة الحرة العالمية الترفيهية، حيث انها مسجلة في دابليو دابليو أي تحت اسم ليف مورجان ومتواجدة حاليا في راو ضمن أعضاء فريق الجادجمنت داي .

## النشأة
ولد داديو في باراموس، نيو جيرسي. نشأت في إلموود بارك، نيو جيرسي وكانت في مدرسة هنري P. بيكتون الثانوية مدرسة ثانوية في إيست روثرفورد، نيوجيرسي. لديها أربعة أشقاء كبار السن وشقيقة واحدة، وبعد وفاة والدها، كانت والدة داديو عليها الاعتناء بها وباخوتها. داديو هي مشجعة كبيرة للمصارعة الحرة، حيث كانت تمارس المصارعة مع اشقائها في فنائهم الخلفي. ووصفت داديو المباريات باعتبارها جوهر لبدء مسيرة في المصارعة، قائلة:
"أنا أحمل حرفيا أسبقية وبويربومبس مثل كان عملي.أنا دائما اتظاهر بأنني ليتا.كانت جميع ديفاز براقة جدا، وكنت مثل هذا المسترجلة وليس لديها ملابس لطيفة.عندما رأيت ليتا ترتدي السراويل الفضفاضة وأحذية رياضية، اعتقدت أنها كانت أروع شيء من أي وقت مضى، وأنا ذات الصلة لها. "
داديو هي مشجعة تنافسية سابقة، وعملت في السابق كنادلة لسلسلة مطاعم هوترز.

## احتراف المصارعة

### NXT
في عام 2014، بعد اكتشافها في صالة الألعاب الرياضية جو ديفرانكو في ويكوف، نيو جيرسي، وقعت داديو عقدا مع WWE، في قسم المواهب الشابة NXT في أكتوبر 2014. وكان أول ظهور لها تلفزيوني في عرض NXT:Take Over Rivel في 11 فبراير 2015، كمشجعة، قفزت على تايلر بريز خلال مدخله الي الحلبة. ظهرت لاحقا في Take Over Unstoppable في 20 مايو، مرة أخرى كجزء من دخول بريز. في أكتوبر 2015، عملت لفترة وجيزة تحت اسم مارلي، لأول مرة في 4 نوفمبر حلقة من NXT، حيث عملت خسرت لصالح إيفا ماري.
في 2 ديسمبر 2015، اختارت مورغان اسم جديد لها وهي ليف مورجان، خسرت أمام إيما. في 13 يناير 2016، تنافست مورغان في معركة ملكية لتحديد المنافس الأول للقب سيدات ان اكس تي، والتي فاز بها كارميلا (مصارعة). في 17 أغسطس 2016، لعب مباراة سداسية مع كارميلا ونيكي كروس، التي هزموا داريا بيريناتو، ماندي روز واليكسا بليس.
في حلقة 31 أغسطس من NXT، حققت ليف مورجان أول فوز فردي لها، وهزيمة (علياء). في 14 سبتمبر، هزمت مورغان راشيل فازيو في تحديد المنافسة الاولي لمنافسة بطلة السيدات اسكا. في الأسبوع التالي، ومع ذلك، هزمت مورغان من قبل أسكا في أقل من دقيقة، ثم تبدأ بعد ذلك التنافس مع بيلي كاي وبيتون رويس، مع كل من النساء في مواجهة لها بعد مباراة، مما أدى إلى مباراة بين مورغان وكاي بعد أسبوعين، وفازت كاي بعد تدخل رويس. في حلقة 26 أكتوبر من NXT، قاطعت مباراة بين كاي وعلية من خلال مهاجمة رويس، مما تسبب في الهاء الذي سمح آليا لهزيمة كاي. ذهبت مورجان للتنافس ضد رويس في حلقة 16 نوفمبر من NXT، والتي انتهت في بدون فائز بعد تدخل كاي في المباراة، مهاجمة مورغان وعليا حتى جائت إمبر مون لانقاذهما. وتواجها الثلاثة في مباراة فريق من ستة أشخاص ضد كاي، رويس، وداريا بيريناتو في حلقة 23 نوفمبر من NXT، وخرج فريق مورغان منتصرا. في 3 مايو 2017 حلقة، تنافست مورغان في المعركة ملكية مصغرة لتحديد المرشح الأول للقب السيدات، حيث اقصت سارة لوغان، قبل أن يتم اقصائهاعلي يد نيكي كروس.
بعد توقف دام لمدة أربعة أشهر، في حلقة 27 سبتمبر، هزمت مورغان فانيسا. في 11 أكتوبر حلقة من نكست، تنافس مورغان في مباراة التهديد الثلاثي ضد كروس ورويس، حيث فشل مورغان في الدخول في مباراة رباعية للمنافسة علي لقب سيدات ان اكس تي في عرض NXT:Take Over War Games.

## سماكداون (2017)
في 21 نوفمبر 2017، ظهرت مورغان لأول مرة في القائمة الرئيسية مع كل من روبي ريوت وسارة لوغان تحت اسم فرقة رويت، وشرعوا في مهاجمة كل من بيكي لينش وناعومي. في نفس الليلة، قطعوا مباراة بطولة سيدات سماكداون بين شارلوت فلير وناتاليا، ثم شرع في الهجوم على كل منهما. في الأسبوع التالي، أحرزت فرقة ريوت أول فوز لها في العروض الرئيسية، وهزمت شارلوت فلير، ناتاليا وناعومي في مباراة ست فرق. أول عرض سماكدون في العام الجديد 2018، جميع أعضاء فرقة ريوت أكدوا انهم سينافسون في أول معركة ملكية للسيدات 2018. في حلقة 16 يناير من سماكدوان، هزم فريق ريوت فريق شارلوت فلير، بيكي لينش وناعومي حيث ضمن ليف مورغان الفوز لفريقها من خلال هزيمة نعومي. وفي الأسبوع التالي، هزمتها نعومي في مباراة فردية. في الحدث الملكي رومبل 2018، دخلت ليف في الرقم 11 قبل ان يتم اقصائها من قبل ميشيل ماكول.

## وصلات خارجية
- ليف مورجان على موقع IMDb (الإنجليزية)
- ليف مورجان على موقع قاعدة بيانات الفيلم (الإنجليزية)
- ليف مورجان على موقع دبليو دبليو إي (الإنجليزية)
- ليف مورجان على موقع WrestlingData.com (الإنجليزية)
- ليف مورجان على موقع CageMatch worker (الإنجليزية)
- ليف مورجان على موقع قاعدة بيانات المصارعة على الإنترنت (الإنجليزية)
- ليف مورجان على موقع عالم المصارعة على الإنترنت (الإنجليزية)
- ليف مورجان على موقع عالم المصارعة على الإنترنت (الإنجليزية)
- ـ donw/Liv Morgan/ ليف مورغان في موقع WWE

قالب:بطولة دبليو دبليو إي ديفاز